# NGC 7769
NGC 7769 је спирална галаксија у сазвежђу Пегаз која се налази на NGC листи објеката дубоког неба.
Деклинација објекта је + 20° 9' 2" а ректасцензија 23h 51m 4,1s. Привидна величина (магнитуда) објекта NGC 7769 износи 12,0 а фотографска магнитуда 12,8. NGC 7769 је још познат и под ознакама UGC 12808, MCG 3-60-30, CGCG 455-54, IRAS 23485+1952, KCPG 592A, KAZ 346, KUG 2348+198A, PGC 72615.